# 대한민국 상법 제523조
대한민국 상법 제523조는 흡수합병의 합병계약서에 대한 상법 회사법의 조문이다.

## 조문
제523조 (흡수합병의 합병계약서) 합병할 회사의 일방이 합병 후 존속하는 경우에는 합병계약서에 다음의 사항을 적어야 한다. 

1. 존속하는 회사가 합병으로 인하여 그 발행할 주식의 총수를 증가하는 때에는 그 증가할 주식의 총수, 종류와 수

2. 존속하는 회사의 증가할 자본금과 준비금의 총액

3. 존속하는 회사가 합병당시에 발행하는 신주의 총수, 종류와 수 및 합병으로 인하여 소멸하는 회사의 주주에 대한 신주의 배정에 관한 사항

4. 존속하는 회사가 합병으로 소멸하는 회사의 주주에게 제3호에도 불구하고 그 대가의 전부 또는 일부로서 금전이나 그 밖의 재산을 제공하는 경우에는 그 내용 및 배정에 관한 사항

5. 각회사에서 합병의 승인결의를 할 사원 또는 주주의 총회의 기일

6. 합병을 할 날

7. 존속하는 회사가 합병으로 인하여 정관을 변경하기로 정한 때에는 그 규정

8. 각 회사가 합병으로 이익배당을 할 때에는 그 한도액

9. 합병으로 인하여 존속하는 회사에 취임할 이사와 감사 또는 감사위원회의 위원을 정한 때에는 그 성명 및 주민등록번호

第523條 (吸收合倂의 合倂契約書) 합병할 회사의 일방이 합병 후 존속하는 경우에는 합병계약서에 다음의 사항을 적어야 한다.

1. 存續하는 會社가 合倂으로 因하여 그 發行할 株式의 總數를 增加하는 때에는 그 增加할 株式의 總數, 種類와 數

2. 존속하는 회사의 증가할 자본금과 준비금의 총액

3. 存續하는 會社가 合倂當時에 發行하는 新株의 總數, 種類와 數 및 合倂으로 因하여 消滅하는 會社의 株主에 對한 新株의 配定에 關한 事項

4. 존속하는 회사가 합병으로 소멸하는 회사의 주주에게 제3호에도 불구하고 그 대가의 전부 또는 일부로서 금전이나 그 밖의 재산을 제공하는 경우에는 그 내용 및 배정에 관한 사항

5. 各 會社에서 合倂의 承認決議를 할 社員 또는 株主의 總會의 期日

6. 合倂을 할 날

7. 存續하는 會社가 合倂으로 인하여 定款을 변경하기로 정한 때에는 그 規定

8. 각 회사가 합병으로 이익배당을 할 때에는 그 한도액

9. 합병으로 인하여 존속하는 회사에 취임할 이사와 감사 또는 監査委員會의 위원을 정한 때에는 그 성명 및 주민등록번호

## 판례
- 흡수합병 당사자의 전부 또는 일방이 주권상장법인인 경우, 존속회사의 증가할 자본액이 소멸회사의 순자산가액의 범위 내로 제한되지 않는다[1]

## 같이 보기
- 흡수합병
- 대한민국 상법 제522조
- 대한민국 상법 제524조